# Нечес (река)
Нечес (англ. Neches River, от алаб. Nìichi) — река протяжённостью в 669 км находится на востоке Техаса и впадает в озеро Сабин. На реке расположены два водоёма, озеро Палестин и резервуар Би-Эй-Штайнхаген. Также на реке расположен ряд городов, в том числе Тайлер, Бомонт, Вайдор и Порт-Артур.
В городе Бомонт на Нечесе расположен пятый по загруженности порт США.

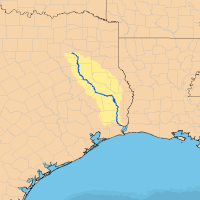
Карта реки Нечес

От Би-Эй-Штайнхаген до Бомонта русло реки образует уникальный природный заповедник Биг-Тикет (англ. Big Thicket) площадью около 390 квадратных километров. Экосистема образовалась в последнюю ледниковую эпоху.
Контролем реки Нечес в округах Тайлер, Хардин, Либерти, Чамберс и Джефферсон занимается управление Lower Neches Valley Authority.
В 2006 году часть береговой территории реки Нечес выкупила служба охраны рыбных ресурсов и диких животных США для создания национального заповедника. На данный момент территория заповедника занимает 4000 квадратных метров, в планах расширение до 100 квадратных километров. По плану заповедник будет включать территорию, выбранную Далласом для создания водохранилища, однако водоём, получивший предварительное название Фэстрилл, не планируют сооружать до 2050 года. Сторонники строительства водохранилища и плотины утверждают, что заповедник был создан для того, чтобы вынудить Даллас окончательно отказаться от планов строительства водохранилища Даллас и служба развития водных ресурсов в Техасе подала иск против службы охраны рыбных ресурсов и диких животных, утверждая, что заповедник был создан без учёта экономических и экологических последствий. Тем не менее, в феврале 2010 года Верховный суд США вынес решение в пользу службы охраны рыбных ресурсов и диких животных, что открывает путь для приобретения земли для заповедника.